# Erik Eriksson (filmare)
Erik Eriksson, född 14 augusti 1933 i Hudiksvall, död 14 oktober 2005, var en svensk dokumentärfilmare.
Eriksson gick dokumentärfilmskola 1968–1969. I sina filmer skildrade han framförallt livet för vanliga människor i södra Norrland, både i samtiden och historiskt, som till exempel flottare, skogsarbetare, kolare, forbönder, fäbojäntor och vattenrallare.

## Filmografi (i urval)
- 43:orna, kolveden och gengasen (2000)
- Bjuråkers hembygdsfest
- Bland flottare i Ljusnan (1969)
- Bohuslän (1996)
- De sista skidåkarna (1988)
- Där man gör papper och massa (1970)
- En dag på fäboden (1970)
- Flottning i Kvistabäcken (1997)
- Forbondsresan (1984)
- Hantverk och sysslor i Bjuråker (1988)
- Hälsingegårdar och bondeslott (1998)
- Hänt vid Hoan (1998)
- I kolarskogen (1980)
- Kalle Kamrat (2002; foto, roll)
- Kastved (1993)
- Korgmakare i tre generationer (1989)
- Kvällen före dagen efter (1980)
- Linjebyggare
- Lördagskväll
- Marianne Stensgårdh, durspelsmästare (2003)
- n'Harald på Hucksjöåsen (1987)
- n'Karl Ersa på Husås (1989)
- När storskogen föll (1975)
- Näs kraftstation
- Pipmäster (1983, foto)
- Ragnar Bergström - skötfiskare (2001)
- Renslakt i Satis (1980)
- Rättviksdansen
- Till minnet av timmerköraren (1994)
- Verner Sjöberg (1993)
- Yxhugg i 3/4-takt (1971; foto, produktion)
- Älvutbyggarna (1988)
- Än susar skogen (1976; foto)